# سادرن آپلندز

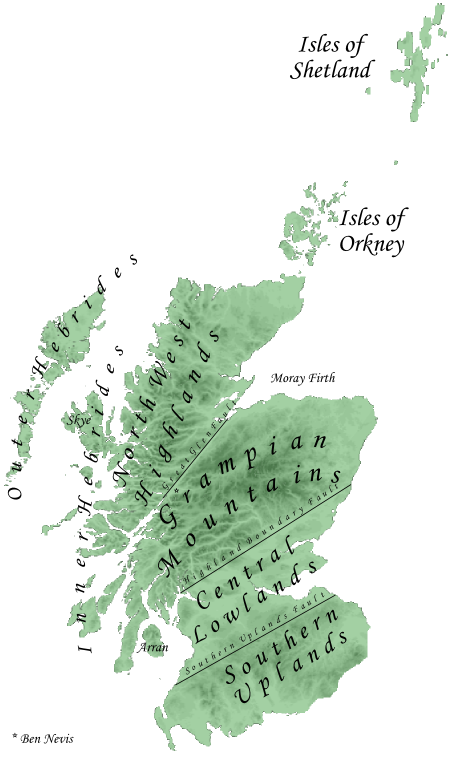
سادرن آپلندز و دیگر مناطق جغرافیایی اسکاتلند

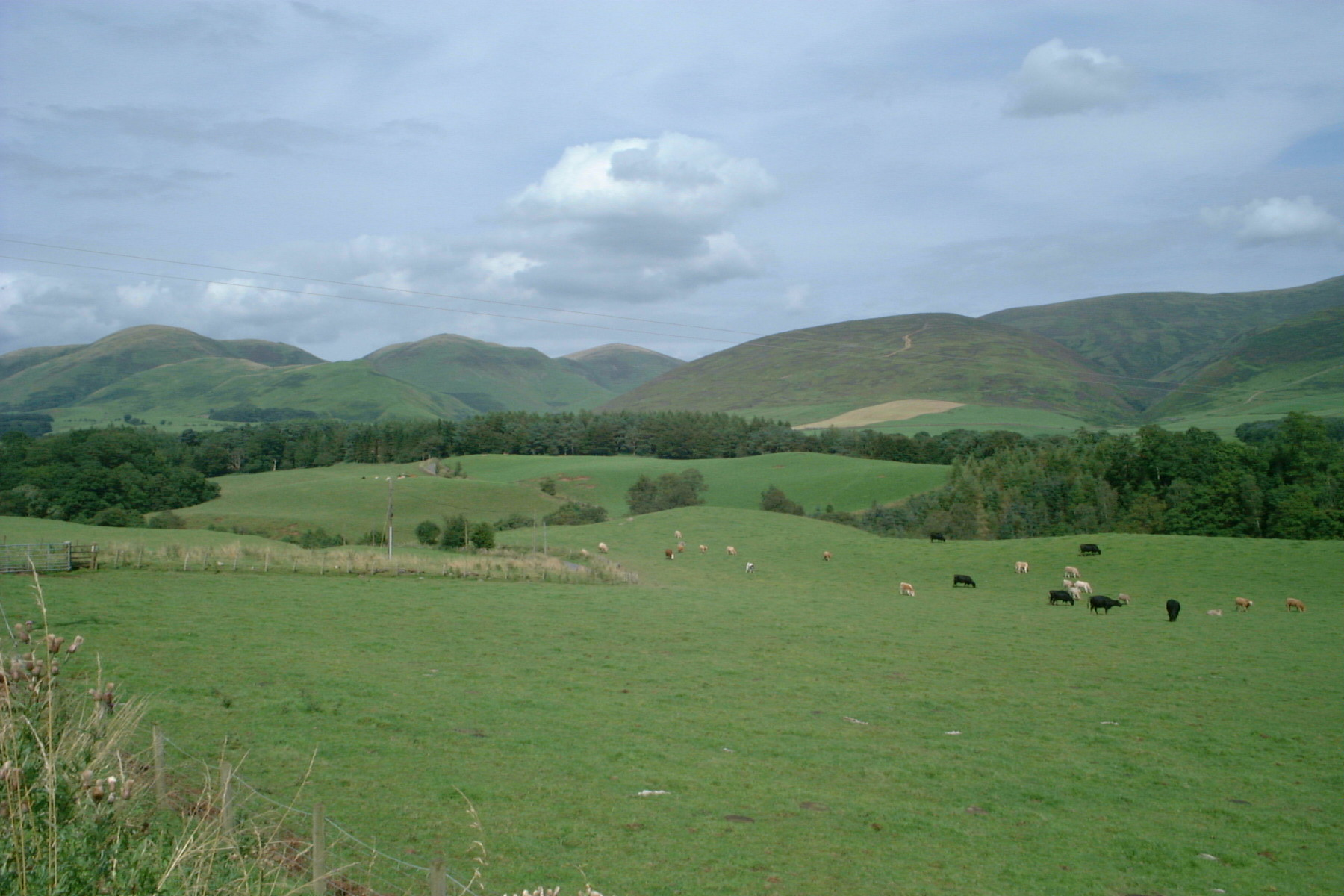
دید از جادهٔ A702

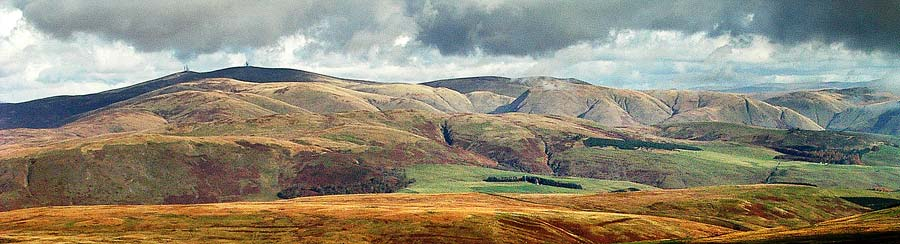
دید به شرق

سادرن آپلندز (انگلیسی: Southern Uplands به معنای زمین‌های مرتفع جنوبی) جنوبی‌ترین و کم‌جمعیت‌ترین منطقه از سه منطقهٔ جغرافیایی در سرزمین اصلی اسکاتلند است (دو منطقه دیگر اسکاتلند کوهستانی و سنترال لولندز اند) این منطقه عمدتاً منطقه‌ای روستایی است و اقتصادی کشاورزی دارد. بخشی از آن سادرن آپلندز جنگلی است و باتلاق‌های بسیاری دارد.